# Lietuvos dainų daina
Lietuvos dainų daina si è svolto dal 10 gennaio al 14 febbraio 2009 e ha selezionato il rappresentante della Lituania all'Eurovision Song Contest 2009 a Mosca.
Il vincitore è stato Sasha Son con Pasiklydęs žmogus, che all'Eurovision ha presentato il brano in una versione bilingue anglo-russa con il titolo Love, piazzandosi al 23º posto su 25 partecipanti con 23 punti totalizzati nella finale.

## Organizzazione
L'emittente pubblica LRT ha optato per l'organizzazione di un programma di selezione per la sua decima partecipazione eurovisiva, come aveva fatto ogni anno dal 1999. Per l'edizione 2009 si è deciso di interrompere il format precedente, Nacionalinis finalas, dopo otto edizioni e di crearne uno nuovo. Lietuvos dainų daina è stato annunciato il 31 ottobre 2008.
Lietuvos dainų daina ("la canzone delle canzoni lituana") si è articolato in sei serate: tre quarti di finale, ciascuna da 12 partecipanti, da cui si sono qualificati sei artisti per serata, più due scelti da una giuria esperta; due semifinali da 10 partecipanti, dalle quali hanno avuto accesso 5 artisti per serata alla finale; e una finale con 10 concorrenti. Due degli artisti qualificati dai quarti di finale, Deivis e Rūta Lukoševičiūtė, sono stati squalificati prima delle semifinali e sono stati sostituiti dai settimi classificati nelle rispettive serate.
Tutti i risultati sono stati decisi attraverso televoto separato in base alle 10 contee della Lituania, ognuna delle quali ha avuto lo stesso peso sul risultato, assegnando punti in modo analogo al sistema di votazione dell'Eurovision. Il nuovo sistema di voto è stato criticato da alcuni degli artisti, definendolo «insensato» e puntualizzando la disparità di popolazione fra la contea di Vilnius e le altre. Jonas Vilimas, produttore esecutivo del programma, ha tuttavia confermato che il metodo sarebbe rimasto in atto per l'intera durata in quanto ideale per rappresentare il gusto dell'intero paese.
Di Lietuvos dainų daina non sono state prodotte altre edizioni, ed è stato sostituito nel 2010 dal nuovo format Eurovizijos atranka, che rimarrà il metodo di selezione del rappresentante eurovisivo lituano fino al 2019.

## Partecipanti
Gli artisti interessati hanno avuto modo di inviare all'emittente le proprie proposte dal 31 ottobre al 3 novembre 2008. Il successivo 6 novembre sono state rese pubbliche le 36 canzoni accettate per prendere parte alle serate dal vivo. Fra i partecipanti c'è Linas Adomaitis, rappresentante lituano all'Eurovision Song Contest 2004 come parte del duo Linas & Simona. Il 5 gennaio 2009 è stato annunciato il ritiro di Ruslanas Kirilkinas e la sua sostituzione con Vita Rusaitytė.
| Artista                                 | Brano                | Compositori                                                     |
| --------------------------------------- | -------------------- | --------------------------------------------------------------- |
| 69 Danguje                              | Meilės simfonija     | Stano                                                           |
| Alanas Chošnau                          | Geras jausmas        | Alanas Chošnau, Rūta Mėlynė                                     |
| Asta Pilypaitė & Onsa                   | Labas                | Onsa                                                            |
| Augustė                                 | Not the Best Time    | Augustė Vedrickaitė                                             |
| Aurelija Slavinskaitė                   | Part of Me           | Artūras Bilaišis, Dan Danavan                                   |
| Biplan                                  | Ar lauksi manęs?     | Maksas Melmanas                                                 |
| BIX                                     | Gyvenimo valsas      | Saulius Urbanovičius, Gintautas Gascevičius, Aurimas Povilaitis |
| Darius Pranckevičius & Violeta Valskytė | Nelytėta viltis      | Darius Pranckevičius                                            |
| Deivis                                  | Lietuva              | Dovydas Norvilas                                                |
| Donatas Montvydas                       | I Remember Last Time | Donatas Montvydas                                               |
| Egidijus Sipavičius                     | Per mažai            | S. Stavicka, Aras Žvirblys, Neilas Sainius Babonas              |
| Fuego                                   | Žvaigždžių milijonai | Virginija Paulauskienė, Ažuolas Paulaskas, Arvydas Martinėnas   |
| Indraya                                 | Svetima              | Indraya, Marijus Basanovas, Alanas Chošnau                      |
| Jonas Čepulis & Skirmantė               | Uosilėli žaliasai    | Jonas Čepulis, Henrikas Rudauskas                               |
| Kamilė                                  | No Way to Run        | Kamilė Kielaitė, Marius Matulevičius                            |
| Kastaneda                               | Aš tik šoumenas      | Lukas Pačkauskas, Donatas Baumila                               |
| Linas Adomaitis                         | Tavo spalvos         | Linas Adomaitis, Tomas Ivanauskas                               |
| Milana                                  | Ar tu mane matei     | M Gabana, Justinas Chachlauskas                                 |
| Milanno & Karina Krysko                 | Kelias pas tave      | Milanno, Aras Vėberis, Arvydas Skirutis                         |
| Natalija & Deivydas Zvonkai             | Mes gyvenam gerai    | Deivydas Zvonkus                                                |
| Rosita Čivilytė & Donatas Montvydas     | Dainų daina          | Rūta Lukoševičiūtė, Rosita Čivilytė, Donatas Montvydas          |
| Rūta Lukoševičiūtė                      | Trapus žmogus        | Rūta Lukoševičiūtė, Marius Matulevičius                         |
| Rūta Ščiogolevaitė                      | Redemption           | Rytis Zemkauskas, Paulius Zdanavičius, Rūta Ščiogolevaitė       |
| Sasha Son                               | Pasiklydęs žmogus    | Sasha Son, Viktorija Matulevicienė, Dina Grigonytė              |
| Saulės Kliošas                          | Saulė                | Saulės Kliošas                                                  |
| Siela                                   | Euforija             | Aurelijus Sirgedas                                              |
| Širdelės                                | Visko per mažai      | Žilvinas Liulys                                                 |
| ŠokoLedas                               | Plastmasinė širdis   | Kristina Karalytė                                               |
| Soliaris, Greta & SEL                   | Noriu žinot          | Marijus Adomaitis, Mindaugas Lapinskis, Egidijus Dragūnas       |
| Stano                                   | Viskas pasakyta      | Stano                                                           |
| Taja                                    | Vėjai keturi         | Taja                                                            |
| Urtė Šilagalytė                         | The Elegant Blues    | Dalius Pletniovas                                               |
| Vilius Tarasovas                        | Aš tik tavim tikiu   | Mindaugas Lapinskis                                             |
| Violeta Tarasovienė                     | Aš būsiu šalia       | Mindaugas Lapinskis                                             |
| Vita Rusaitytė                          | Dar pabūkim drauge   | Vita Rusaitytė                                                  |
| YVA                                     | Į dangų              | Deivydas Zvonkus                                                |

## Quarti di finale
I tre quarti di finale si sono svolti il 10, 17 e 24 gennaio 2009. Jonas Čepulis & Skirmantė e Soliaris, Greta & SEL sono stati scelti dalle giurie per accedere alle semifinali, mentre Deivis e Rūta Lukoševičiūtė sono stati squalificati e rimpiazzati rispettivamente da Urtė Šilagalytė e dalle Saulės Kliošas.
| #  | Artista                                 | Titolo             | Punteggio | Posizione |
| -- | --------------------------------------- | ------------------ | --------- | --------- |
| 1  | Jonas Čepulis & Skirmantė               | Uosilėli žaliasai  | 49        | 7         |
| 2  | Alanas Chošnau                          | Geras jausmas      | 35        | 9         |
| 3  | Violeta Tarasovienė                     | Aš būsiu šalia     | 74        | 3         |
| 4  | Milana                                  | Ar tu mane matei   | 30        | 12        |
| 5  | Vilius Tarasovas                        | Aš tik tavim tikiu | 62        | 4         |
| 6  | Augustė                                 | Not the Best Time  | 41        | 8         |
| 7  | Darius Pranckevičius & Violeta Valskytė | Nelytėta viltis    | 78        | 2         |
| 8  | Kamilė                                  | No Way to Run      | 33        | 10        |
| 9  | Sasha Son                               | Pasiklydęs žmogus  | 92        | 1         |
| 10 | Vita Rusaitytė                          | Dar pabūkim drauge | 33        | 10        |
| 11 | 69 Danguje                              | Meilės simfonija   | 62        | 5         |
| 12 | Egidijus Sipavičius                     | Per mažai          | 56        | 6         |

| #  | Artista                             | Titolo            | Punteggio | Posizione |
| -- | ----------------------------------- | ----------------- | --------- | --------- |
| 1  | Biplan                              | Ar lauksi manęs?  | 44        | 9         |
| 2  | Rūta Ščiogolevaitė                  | Redemption        | 81        | 3         |
| 3  | Linas Adomaitis                     | Tavo spalvos      | 71        | 4         |
| 4  | Soliaris, Greta & SEL               | Noriu žinot       | 53        | 8         |
| 5  | YVA                                 | Į dangų           | 54        | 6         |
| 6  | BIX                                 | Gyvenimo valsas   | 56        | 5         |
| 7  | Kastaneda                           | Aš tik šoumenas   | 35        | 12        |
| 8  | Deivis                              | Lietuva           | 120       | 1         |
| 9  | Urtė Šilagalytė                     | The Elegant Blues | 54        | 7         |
| 10 | Taja                                | Vėjai keturi      | 44        | 10        |
| 11 | Siela                               | Euforija          | 38        | 11        |
| 12 | Rosita Čivilytė & Donatas Montvydas | Dainų daina       | 95        | 2         |

| #  | Artista                     | Titolo               | Punteggio | Posizione |
| -- | --------------------------- | -------------------- | --------- | --------- |
| 1  | Saulės Kliošas              | Saulė                | 46        | 7         |
| 2  | Donatas Montvydas           | I Remember Last Time | 106       | 1         |
| 3  | Širdelės                    | Visko per mažai      | 43        | 8         |
| 4  | Indraya                     | Svetima              | 20        | 12        |
| 5  | Natalija & Deivydas Zvonkai | Mes gyvenam gerai    | 40        | 9         |
| 6  | Milanno & Karina Krysko     | Kelias pas tave      | 55        | 6         |
| 7  | El Fuego                    | Žvaigždžių milijonai | 90        | 2         |
| 8  | Stano                       | Viskas pasakyta      | 35        | 10        |
| 9  | Asta Pilypaitė & Onsa       | Labas                | 75        | 4         |
| 10 | Aurelija Slavinskaitė       | Part of Me           | 59        | 5         |
| 11 | ŠokoLedas                   | Plastmasinė širdis   | 29        | 11        |
| 12 | Rūta Lukoševičiūtė          | Trapus žmogus        | 77        | 3         |

## Semifinali
| #  | Artista                                 | Titolo             | Punteggio | Posizione |
| -- | --------------------------------------- | ------------------ | --------- | --------- |
| 1  | Rosita Čivilytė & Donatas Montvydas     | Dainų daina        | 53        | 7         |
| 2  | Vilius Tarasovas                        | Aš tik tavim tikiu | 20        | 10        |
| 3  | Darius Pranckevičius & Violeta Valskytė | Nelytėta viltis    | 100       | 2         |
| 4  | Egidijus Sipavičius                     | Per mažai          | 32        | 9         |
| 5  | Linas Adomaitis                         | Tavo spalvos       | 82        | 3         |
| 6  | Milanno & Karina Krysko                 | Kelias pas tave    | 58        | 5         |
| 7  | Sasha Son                               | Pasiklydęs žmogus  | 109       | 1         |
| 8  | Violeta Tarasovienė                     | Aš būsiu šalia     | 39        | 8         |
| 9  | BIX                                     | Gyvenimo valsas    | 57        | 6         |
| 10 | Aurelija Slavinskaitė                   | Part of Me         | 59        | 4         |

| #  | Artista                   | Titolo               | Punteggio | Posizione |
| -- | ------------------------- | -------------------- | --------- | --------- |
| 1  | Soliaris, Greta & SEL     | Noriu žinot          | 30        | 9         |
| 2  | YVA                       | Į dangų              | 16        | 10        |
| 3  | Asta Pilypaitė & Onsa     | Labas                | 40        | 8         |
| 4  | Rūta Ščiogolevaitė        | Redemption           | 88        | 3         |
| 5  | Donatas Montvydas         | I Remember Last Time | 95        | 2         |
| 6  | 69 Danguje                | Meilės simfonija     | 110       | 1         |
| 7  | Urtė Šilagalytė           | The Elegant Blues    | 42        | 7         |
| 8  | El Fuego                  | Žvaigždžiu milijonai | 53        | 6         |
| 9  | Jonas Čepulis & Skirmantė | Uosilėli žaliasai    | 68        | 5         |
| 10 | Saulės Kliošas            | Saulė                | 75        | 4         |

## Finale
| #  | Artista                                 | Titolo               | Punteggio | Posizione |
| -- | --------------------------------------- | -------------------- | --------- | --------- |
| 1  | Saulės Kliošas                          | Saulė                | 19        | 9         |
| 2  | 69 Danguje                              | Meilės simfonija     | 76        | 3         |
| 3  | Rūta Ščiogolevaitė                      | Redemption           | 72        | 4         |
| 4  | Donatas Montvydas                       | I Remember Last Time | 100       | 2         |
| 5  | Jonas Čepulis & Skirmantė               | Uosilėli žaliasai    | 31        | 8         |
| 6  | Darius Pranckevičius & Violeta Valskytė | Nelytėta viltis      | 39        | 7         |
| 7  | Milanno & Karina Krysko                 | Kelias pas tave      | 48        | 6         |
| 8  | Sasha Son                               | Pasiklydęs žmogus    | 120       | 1         |
| 9  | Linas Adomaitis                         | Tavo spalvos         | 62        | 5         |
| 10 | Aurelija Slavinskaitė                   | Part of Me           | 13        | 10        |

| #  | Canzone              | Alytus | Kaunas | Klaipėda | Marijampolė | Panevėžys | Šiauliai | Tauragė | Telšiai | Utena | Vilnius | Totale |
| -- | -------------------- | ------ | ------ | -------- | ----------- | --------- | -------- | ------- | ------- | ----- | ------- | ------ |
| 1  | Saulė                | 2      | 2      | 2        | 1           | 2         | 2        | 2       | 2       | 2     | 2       | 19     |
| 2  | Meilės simfonija     | 7      | 8      | 8        | 8           | 7         | 8        | 8       | 8       | 7     | 7       | 76     |
| 3  | Redemption           | 8      | 7      | 7        | 7           | 8         | 7        | 6       | 6       | 8     | 8       | 72     |
| 4  | I Remember Last Time | 10     | 10     | 10       | 10          | 10        | 10       | 10      | 10      | 10    | 10      | 100    |
| 5  | Uosilėli žaliasai    | 3      | 3      | 3        | 2           | 3         | 3        | 3       | 3       | 3     | 5       | 31     |
| 6  | Nelytėta viltis      | 4      | 4      | 5        | 3           | 4         | 4        | 4       | 4       | 4     | 3       | 39     |
| 7  | Kelias pas tave      | 5      | 5      | 4        | 5           | 5         | 5        | 5       | 5       | 5     | 4       | 48     |
| 8  | Pasiklydęs žmogus    | 12     | 12     | 12       | 12          | 12        | 12       | 12      | 12      | 12    | 12      | 120    |
| 9  | Tavo spalvos         | 6      | 6      | 6        | 6           | 6         | 6        | 7       | 7       | 6     | 6       | 62     |
| 10 | Part of Me           | 1      | 1      | 1        | 4           | 1         | 1        | 1       | 1       | 1     | 1       | 13     |